# Йохан Антон I фон Монфор-Тетнанг
Йохан Антон I фон Монфор-Тетнанг (на немски: Johann Anton I von Montfort-Tettnang; * 14 октомври 1635; † 4 юни 1708) е граф на Монфор в Тетнанг, живее в Австрия.

## Произход
Той е най-малкият син на граф Хуго XV фон Монфор-Тетнанг (1599 – 1662) и съпругата му Йохана Евфросина фон Валдбург-Волфег (1596 – 1651), дъщеря на наследствен „трушсес“ граф Хайнрих фон Валдбург-Волфег (1568 – 1637) и графиня Мария Якоба фон Хоенцолерн-Зигмаринген (1577 – 1630). Внук е на граф Йохан VI фон Монфор-Тетнанг (1558 – 1619), губернатор (ландесхауптман) на Щирия (1586 – 1590), и съпругата му графиня Сибила Фугер-Вайсенхорн (1572 – 1616), дъщеря на Якоб III Фугер (1542 – 1598). Брат е на Йохан VIII фон Монфор-Тетнанг (1627 – 1686).

## Фамилия
Първи брак: през 1677 г. с графиня Мария Викторина фон Шпаур и Флафон (* 1651; † 16 май 1688), дъщеря на граф Франц фон Шпаур и Флафон (1598 – 1652) и фрайин Мария Хелена фон Танберг. Те имат девет деца:
- Йохана Катарина Виктория фон Монфор (* 9 октомври 1678; † 26 януари 1759, Зигмаринген), омъжена на 22 ноември 1700 г. за княз Майнрад II фон Хоенцолерн-Зигмаринген (* 1 ноември 1673; † 20 октомври 1715)
- Фелицитас Мария Терезия фон Монфор (* 11 юли 1680; † февруари 1764), омъжена омъжена на 6 февруари 1701 г. за граф Карл Георг фон Клозен фрайхер фон Арнсторф († 28 ноември 1739)

- Франциска Мария Терезия Виоланта фон Монфор (* 21 септември 1681/1682; † 6/7 март 1717), омъжена на 31 май 1701 г. за граф Йохан Георг Йозеф Антон Мария фон Кьонигсфелд (* 1 ноември 1679; † 16 ноември 1750/24 декември 1756)
- Себастиан фон Монфор-Тетнанг (* 7 октомври 1684; † 1724/6 февруари 1728), женен на 6 юни 1718 г. в Боксмеер за графиня Фридерика Кристиана Мария фон Хоенцолерн-Зигмаринген (* 12 ноември 1688; † 14 септември 1745), дъщеря на княз Максимилиан I фон Хоенцолерн-Зигмаринген (1636 – 1689)
- Мария Йозефа Антония фон Монфор (* 10 ноември 1685; † 1 април 1708), близнак, омъжена на 3 август 1707 г. за граф Йохан Филип фон Ламберг-Китцбюл (* 9 септември 1684; † 8 ноември 1735)
- Мария Йозефа фон Монфор (* 10 ноември 1685; † 1688)
- Мария Терезия фон Монфор (* 14 януари 1687; † 28 март 1689)
- Георг фон Монфор (* 13 май 1688; † 1688), близнак
- Йохан фон Монфор (* 13 май 1688; † 1688)

Втори брак: на 6 януари 1692 г. с Мария Катарина т'Серклаес, графиня фон Тили († 21 юли 1774), дъщеря на граф Ернст Емерих т'Серцлаес фон Тили-Брайтенек († 1675) и втората му съпруга фрайин Мария Анна Терезия фон Хазланг. Бракът е бездетен.